# جيمس غوردون (سياسي)
جيمس غوردون (بالإنجليزية: James Gordon)‏ هو سياسي أمريكي، ولد في 6 ديسمبر 1833 في الولايات المتحدة، وتوفي في 28 نوفمبر 1912 في أوكولونا في الولايات المتحدة. حزبياً، نشط في الحزب الديمقراطي. وقد انتخب عضو مجلس الشيوخ الأمريكي.